# Adolf Abrahamowicz

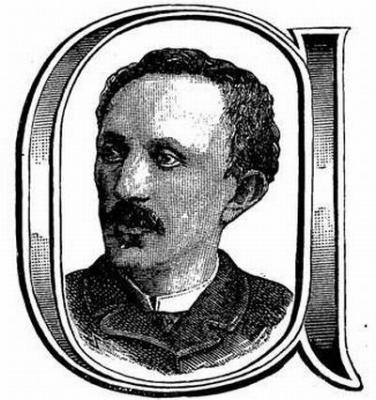
Adolf Abrahamowicz

Adolf Abrahamowicz (* 7. November 1849 in Lemberg; † 16. August 1899 in Targowica Polna in Pokutien) war ein Dramatiker, der in seinen Komödien die zeitgenössische Gesellschaft behandelte. Sein Bruder war der Politiker David Abrahamowicz.

## Leben
Adolf Abrahamowicz kam als Sohn von Tomasz Abrahamowicz in einer Gutsbesitzerfamilie armenischer („armeno-polnischer“) Herkunft zur Welt. Seine Schulbildung absolvierte er in Lemberg, wo er wohnte und am kulturellen Leben der Stadt aktiv teilnahm. Im Jahre 1879 debütierte er mit dem Einakter „Dwie teściowe“, der in Lublin uraufgeführt wurde.
In den folgenden Jahren verfasste er Komödien für die Lemberger Bühne teilweise selbst oder in Zusammenarbeit mit anderen Schriftstellern oder Schauspielern. Dies waren in chronologischer Reihenfolge Apollo Choromański, Aleksander Podwyszyński, Ryszard Ruszkowski, Lucjan Kwieciński, Zygmunt Przybylski, Jan Kazimierz Zieliński, Ignacy Kliszewski sowie Antoni Siemaszko.
Gegen Ende seines Lebens ließ er sich aus gesundheitlichen Gründen zunächst in Czernowitz und schließlich auf seinem Gut Targowica Polna in Pokutien nieder, wo er am 16. August 1899 verstarb.

## Werke
| Titel                             | Erstaufführung | Erstveröffentlichung                                              | Mitautor                |
| --------------------------------- | -------------- | ----------------------------------------------------------------- | ----------------------- |
| Dwie teściowe                     | Lublin 1879    | in Utwory dramatyczne. Seria I. Komedie, Lemberg 1881             | –                       |
| Inserat (auch: Ogłoszenie)        | Lemberg 1881   | in Utwory dramatyczne. Seria I. Komedie, Lemberg 1881             | –                       |
| Gwałtu – on ma bzika!             | Lemberg 1881   | in Utwory dramatyczne. Seria I. Komedie, Lemberg 1881             | –                       |
| Na złodzieju czapka gore          | Lemberg 1881   | unveröffentlicht                                                  | Apollo Choromański      |
| Pierwsza próba                    | Lemberg 1882   | unveröffentlicht                                                  | –                       |
| Stare gogi                        | Lemberg 1882   | unveröffentlicht                                                  | Aleksander Podwyszyński |
| Po burzy                          | Lemberg 1882   | Lemberg 1882                                                      | –                       |
| Vis-à-vis (auch: Naprzeciwko)     | Lemberg 1882   | unveröffentlicht                                                  | –                       |
| Na dworcu kolejowym               | Lemberg 1882   | unveröffentlicht                                                  | –                       |
| Jego zasady                       | ?              | Lemberg 1882                                                      | –                       |
| Ciurkiewicz czy Dziurkewicz       | Posen 1882     | Lemberg [ca. 1914]                                                | –                       |
| Baszybożuk                        | Lemberg 1883   | unveröffentlicht                                                  | –                       |
| Przedwyborcze zgromadzenie        | Lemberg 1883   | unveröffentlicht                                                  | –                       |
| Adwokat bez klientów              | Lemberg 1884   | unveröffentlicht                                                  | Lucjan Kwieciński       |
| Nihiliści                         | Lemberg 1884   | unveröffentlicht                                                  | Ryszard Ruszkowski      |
| Mąż z grzeczności                 | Lemberg 1885   | Lemberg 1911                                                      | Ryszard Ruszkowski      |
| Przez telefon                     | Lemberg 1885   | unveröffentlicht                                                  | Ryszard Ruszkowski      |
| Oddajcie mi żonę!                 | Lemberg 1886   | Lemberg 1912                                                      | Ryszard Ruszkowski      |
| Pechowcy                          | Lemberg 1886   | unveröffentlicht                                                  | Ryszard Ruszkowski      |
| Łyse konie                        | Lemberg 1887   | unveröffentlicht                                                  | –                       |
| Jubileusz                         | Lemberg 1887   | unveröffentlicht                                                  | –                       |
| Florek                            | Warschau 1887  | Lemberg 1922                                                      | Ryszard Ruszkowski      |
| Nowa Francillon                   | Lemberg 1887   | Lemberg 1891                                                      | Ryszard Ruszkowski      |
| Fredko w kłopocie, zginął mu but  | Lemberg 1888   | unveröffentlicht                                                  | Ryszard Ruszkowski      |
| Pospolite ruszenie                | Lemberg 1888   | unveröffentlicht                                                  | Ryszard Ruszkowski      |
| Propinacja                        | Warschau 1888  | in Zygmunt Przybylski: Komedie jednoaktowe, Band 1, Warschau 1892 | Zygmunt Przybylski      |
| Książę pan                        | Lemberg 1889   | unveröffentlicht                                                  | Ryszard Ruszkowski      |
| Teść                              | Krakau 1891    | Lemberg 1912                                                      | Ryszard Ruszkowski      |
| Pupil pupila (auch: Pod kuratelą) | Lemberg 1891   | Lemberg 1892                                                      | –                       |
| Dobry numer                       | Lemberg 1891   | Złoczów [1892]                                                    | Jan Kazimierz Zieliński |
| Pan poseł                         | Lemberg 1893   | unveröffentlicht                                                  | Ignacy Kliszewski       |
| Pojedynek                         | Lemberg 1898   | unveröffentlicht                                                  | –                       |
| Podatek osobistodochodowy         | ?              | unveröffentlicht                                                  | Antoni Siemaszko        |